# Thomas Kelati
Thomas Kelati, né le 27 septembre 1982, à Walla Walla, dans l'État de Washington, est un joueur américain naturalisé polonais de basket-ball. Il évolue aux postes d'arrière et d'ailier.

## Palmarès
- EuroCoupe :
  - Vainqueur : 2010, 2012.
- VTB United League :
  - Vainqueur : 2011.
- Championnat de Pologne :
  - Vainqueur : 2017.
- Coupe de Pologne :
  - Vainqueur : 2017.